# Vạn Trạch
Vạn Trạch là một xã cũ thuộc huyện Bố Trạch, tỉnh Quảng Bình, Việt Nam.

## Địa lý
Xã Vạn Trạch có vị trí địa lý:
- Phía đông giáp thị trấn Hoàn Lão
- Phía nam giáp xã Tây Trạch và xã Phú Định
- Phía tây giáp xã Cự Nẫm
- Phía bắc giáp xã Sơn Lộc và xã Hải Phú.

Xã Vạn Trạch có diện tích 27,44 km², dân số năm 2019 là 6.732 người, mật độ dân số đạt 300 người/km².

## Lịch sử
Ngày 16 tháng 6 năm 2025, Ủy ban Thường vụ Quốc hội ban hành Nghị quyết số 1680/NQ-UBTVQH15 về việc sắp xếp các đơn vị hành chính cấp xã của tỉnh Quảng Trị năm 2025. Theo đó, sắp xếp toàn bộ diện tích tự nhiên, quy mô dân số của các xã Hưng Trạch, xã Cự Nẫm, xã Vạn Trạch, xã Phú Định thành xã mới có tên gọi là xã Bố Trạch.

## Hành chính
Xã Vạn Trạch được chia thành 12 thôn: Rẫy, Đông, Tây, Nam, Bắc, Sỏi, Tròn, Dài, Mới, Dinh Lễ, Sen, Thọ Lộc.

## Văn hóa

### Làng Thọ Lộc
Thọ Lộc (dân địa phượng trước đây gọi là Thụ Lộc) là tên một làng thuộc xã Vạn Trạch. Làng Thọ Lộc cách thành phố Đồng Hới 25 km về phía bắc, cách thị trấn Hoàn Lão ở đường quốc lộ số 1 về phía Tây khoảng 10  km. Làng nằm trên đường từ Hoàn lão lên di sản thiên nhiên thế giới Phong Nha - Kẻ Bàng. Hiện nay con đường bộ lên Động Phong Nha trải thảm bê tông nhựa đi rất thuận tiện.
Làng Thọ Lộc có hai thôn: Nam Lộc ở phía nam và Bắc Lộc ở phía Bắc được phân chia bởi con đường tỉnh lộ số 2.
Làng khá trù phú. Người dân sống bằng nghề làm ruộng là chủ yếu. Làng ít thay đổi về diện mạo. Người đi xa dẫu có hàng trăm năm về vẫn dễ dàng nhận ra.
Dân cư sinh sống của làng Thọ Lộc có hai dòng họ lớn là họ Hà và họ Nguyễn. Từ bao đời nay sống đoàn kết thân ái. Có nhiều con em đi làm ăn sinh sống ở khắp đất nước.
Trên địa phận làng có ga Thọ Lộc là một ga xép.

### Làng Vạn Lộc
Làng Vạn Lộc, nằm trên trục đường Tỉnh Lộ 2, cách thị trấn Hoàn Lão 8 km. Tên cổ là Vạn Hạc: Xưa kia ở nơi đây có một ngôi đình rất lớn có thể nói là lớn nhất tỉnh Quảng Bình, án ngữ ở cửa vào đình có hai con hạc rất lớn bởi thế người người ta đặt cho vùng này là vạn hạc. Chính vì vậy, từ xa xưa dân trong vùng truyền tụng câu ca:
‘‘Nằm đêm nghe trống Kẻ Đòi, nghe chuông Kẻ Hạc, nghe còi Kẻ Lau’’
- Trống Kẻ Đòi: tức tiếng trống chầu tuồng của làng Hát bội (thôn Đông Duyệt ngày nay), khi nghe tiếng trống này, nhiều người dân biết là có một buổi biểu diễn hát tuồng đang diễn ra
- Chuông Kẻ Hạc: tức tiếng chuông đúc bằng đồng lớn nhất vùng ở Đình làng Vạn Lộc, xã Vạn Trạch
- Còi Kẻ Lau: tức tiếng còi của Phường Săn của người dân đi săn,bắt và đuổi thú rừng ở Tây Trạch).

Truyền thuyết kể rằng xưa kia một công chúa nỏ dẫn quân vào khai phá vùng đất này về sau hình thành nên 3 thôn, Kẻ Đòi (xóm hát làng chuyên ca hát có nghề hát bội nổi tiếng này thuộc xã Phú Trạch) Kẻ Hạc (Vạn Hạc chuyên làm nông nay thuộc xã Vạn Trạch và một phần xã Hoàn Trạch) Kẻ Lau (Phường săn bắn chuyên săn bắn nay thuộc xã Tây Trạch) Vạn Trạch có một cánh đồng lúa rất lớn vùng này xưa kia cũng có rất nhiều truyền thuyết ly kỳ, nơi này có miếu Bà (Thực ra là miếu của vị công chúa khai phá lập làng ở nới đây, nằm ở xứ Đồng Sen) rất linh thiêng, chuyện xưa kể rằng có một vị quan nọ đi tuần qua vùng này khi qua miếu bà lính hộ vệ mời vị quan xuống khi đi qua miếu bà, vị quan nói (Bà Nào Bằng Ông Đây) kết quả vị quan bị đau bụng thừa sống thiếu chết. ở vùng này còn có rất nhiều miếu mạo tuyệt đẹp (quần thể hơn 20 đền miếu). Trong đó có Hồi Miếu miếu này là miếu thờ phụng thần nông cầu cho mưa thuận gió hòa,ngày xưa, cứ vào ngày rằm tháng hai các bậc cao niên trong làng cùng bà con thường làm lễ cúng trời đất ở đây, hiện nay chỉ còn lại nền đất ở hồi miếu giữa đồng ruộng thôn Đông, các bậc cao niên kể rằng ở đây có hai con rắn rất lớn sống ở miếu này.. (quần thể miếu mạo xưa kia tất cả đều tập trung ở đồng ruộng xã Thôn Tây và Thôn Đông).
Làng Vạn Lộc có các xóm nhỏ: xóm Làng (ngày nay thành 2 xóm: Đồng và Tây), xóm sỏi, xóm Tròn (trước đây còn gọi là xóm Viên), xóm Dài, xóm Mới, xóm Rẫy và xóm Lò Rèn (xóm Lò rèn nay thuộc xã Hoàn Trạch), sau năm 1980 có thêm một xóm mới lập do di dân trong làng đến, đó là xóm Sen.
Nơi này cũng có một Nền Nghĩa Chỉ, nền này là miếu thờ những người không nơi nương tựa, cứ đến nhịp cuối năm thanh niên cả làng đi tìm tất cả các mộ của những người không nơi nương tựa thực hiện những nghi thức tả mộ, sau đó tất cả về nền nghĩa chỉ cúng vái thờ phụng ở đây, tiếc rằng sau khi giải phóng 1954, sau cuộc cách mạng ruộng đất, chống mê tính dị đoan, mọi thành tựu văn hóa ở nới này đã bị đập phá, ngày nay chỉ sót lại một số dấu tích rất ít, hầu như thanh niên Vạn Lộc ngày nay không một ai biết về truyền thống của mãnh đất thiêng liêng này. Nếu đi từ phía Hoàn Lão lên sẽ đi qua làng Vạn Lộc mới tới làng Thọ lộc. Hết làng Thọ lộc sẽ là những làng khác của xã Cự Nẫm.
Đặc sản nổi tiếng của làng này là Rượu Vạn Lộc (Rượu gạo và Rượu Nếp).Nhưng đáng tiếc ngày nay đã bị thất truyền. Hương Làng Vạn ( Thôn Tròn), một sản phẩm truyền thống nổi tiếng trong những năm gần đây, với nguyên liệu từ cây lá tự nhiên được làm từ bột Trầm Dó (Hương Trầm) và bột rễ cây Hương Lâu, cây Ren (Hương Bài) luôn được mọi người tin dùng để dâng lên bàn thờ, những nơi linh thiêng, nhất là trong mỗi dịp tết đến xuân về
Vụ thảm sát tại thôn Tròn - xã Vạn Trạch: Đúng vào ngày 05/12/1967, chính trên mảnh đất Thôn Tròn, Đế quốc Mỹ đã gây ra cuộc tàn sát đẫm máu, giết hại 68 thường dân vô tội và làm 16 người bị thương, tàn phá một Làng quê nghèo trên mảnh đất Vạn Trạch giàu truyền thống cách mạng. Ngày 20/10/2017 UBND tỉnh đã ban hành Quyết định số 3713/QĐ-UBND về việc xếp hạng Di tích lịch sử cấp tỉnh đối với vụ thảm sát thôn Tròn, xã Vạn Trạch, huyện Bố Trạch.
Nghĩa trang liệt sĩ TNXP Thọ Lộc, xã Vạn Trạch là nơi yên nghỉ của 164 cán bộ chiến sĩ đội TNXP 25 thuộc Ban Xây dựng 67 Anh hùng đã hi sinh trong sự nghiệp chống Mỹ cứu nước của dân tộc. Nghĩa trang liệt sĩ TNXP Thọ Lộc đã được xếp hạng di tích nghĩa trang cấp tỉnh.
Hồ chứa nước Vực Nồi nằm trên địa bàn xã Vạn Trạch có nhiệm vụ cấp nước tưới cho 600 ha lúa 2 vụ đông xuân và hè thu của các xã: Vạn Trạch, thị trấn Hoàn Lão, Sơn Lộc, Hải Phú và Cung cấp nước sinh hoạt cho khu vực thị trấn Hoàn Lão.